# Goniobranchus
Goniobranchus is een geslacht van weekdieren uit de klasse van de Gastropoda (slakken).

## Soorten
- Goniobranchus albomaculatus Pease, 1866
- Goniobranchus albonares (Rudman, 1990)
- Goniobranchus albopunctatus Garrett, 1879
- Goniobranchus albopustulosus (Pease, 1860)
- Goniobranchus alderi (Collingwood, 1881)
- Goniobranchus alius (Rudman, 1987)
- Goniobranchus annulatus (Eliot, 1904)
- Goniobranchus aureomarginatus (Cheeseman, 1881)
- Goniobranchus aureopurpureus (Collingwood, 1881)
- Goniobranchus aurigerus (Rudman, 1990)
- Goniobranchus cavae (Eliot, 1904)
- Goniobranchus cazae (Gosliner & Behrens, 2004)
- Goniobranchus charlottae (Schrödl, 1999)
- Goniobranchus coi (Risbec, 1956)
- Goniobranchus collingwoodi (Rudman, 1987)
- Goniobranchus conchyliatus (Yonow, 1984)
- Goniobranchus daphne (Angas, 1864)
- Goniobranchus decorus (Pease, 1860)
- Goniobranchus epicurius (Basedow & Hedley, 1905)
- Goniobranchus fidelis (Kelaart, 1858)
- Goniobranchus galactos (Rudman & S. Johnson, 1985)
- Goniobranchus geminus (Rudman, 1987)
- Goniobranchus geometricus (Risbec, 1928)
- Goniobranchus gleniei (Kelaart, 1858)
- Goniobranchus heatherae (Gosliner, 1994)
- Goniobranchus hintuanensis (Gosliner & Behrens, 1998)
- Goniobranchus hunterae (Rudman, 1983)
- Goniobranchus kitae (Gosliner, 1994)
- Goniobranchus kuniei (Pruvot-Fol, 1930)
- Goniobranchus lekker (Gosliner, 1994)
- Goniobranchus leopardus (Rudman, 1987)
- Goniobranchus loringi (Angas, 1864)
- Goniobranchus multimaculosus (Rudman, 1987)
- Goniobranchus naiki (Valdés, Mollo & Ortea, 1999)
- Goniobranchus obsoletus (Rüppell & Leuckart, 1830)
- Goniobranchus petechialis (Gould, 1852)
- Goniobranchus preciosus (Kelaart, 1858)
- Goniobranchus pruna (Gosliner, 1994)
- Goniobranchus reticulatus (Quoy & Gaimard, 1832)
- Goniobranchus roboi (Gosliner & Behrens, 1998)
- Goniobranchus rubrocornutus (Rudman, 1985)
- Goniobranchus rufomaculatus (Pease, 1871)
- Goniobranchus setoensis (Baba, 1938)
- Goniobranchus sinensis (Rudman, 1985)
- Goniobranchus splendidus (Angas, 1864)
- Goniobranchus tasmaniensis (Bergh, 1905)
- Goniobranchus tennentanus (Kelaart, 1859)
- Goniobranchus tinctorius (Rüppell & Leuckart, 1830)
- Goniobranchus trimarginatus (Winckworth, 1946)
- Goniobranchus tritos (Yonow, 1994)
- Goniobranchus tumuliferus (Collingwood, 1881)
- Goniobranchus verrieri (Crosse, 1875)
- Goniobranchus vibratus (Pease, 1860)
- Goniobranchus woodwardae (Rudman, 1983)